# Богоявленский Аланский монастырь
Богоявленский Аланский монастырь (осет. Хуыцауы раргомкæныны Алайнаг моладзандон) — женский монастырь Владикавказской епархии Русской православной церкви, расположенный в 2 км к югу от города Алагир Республики Северная Осетия — Алания. Основан в 2002 году по благословению старца архимандрита Ипполита (Халина).

## История
В 2002 году в городе Алагир, в жилом доме, приобретенном благотворительным фондом «Успение» поселились первые сестры будущего монастыря. Это произошло по инициативе настоятеля Свято-Никольского монастыря г. Рыльска Курской области архимандрита Ипполита (Халина). Старец Ипполит, никогда не посещавший Осетию, с точностью до километра указал место строительства будущего монастыря, предсказал Нонне (Багаевой), на тот момент режиссёру северо-осетинского телевидения, что она станет первой игуменией этой обители. Сестричество было благословлено митрополитом Ставропольским и Владикавказским Гедеоном. Глава Ставропольской митрополии, узнав в 1999 году об инициативе рыльского старца, поддержал её. Он называл архимандрита Ипполита «святым человеком». В 2002 году трое приняли мантийный постриг. Первые насельницы скита были духовными чадами Рыльского старца архимандрита Ипполита (Халина).

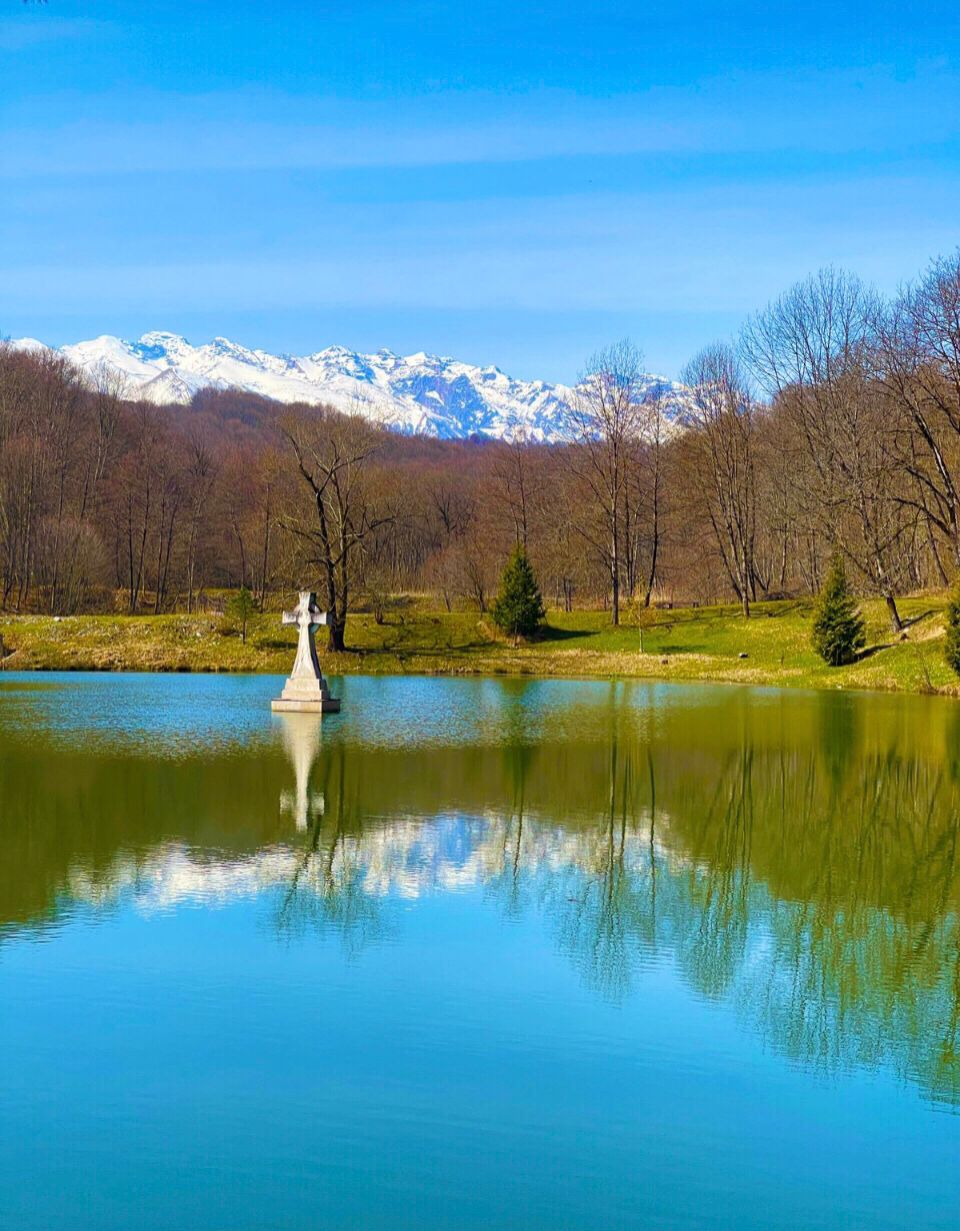
Монастырское озеро «Купель Алании». В нём после создания обители совершались массовые крещения.

18 марта 2004 года указом епископа Ставропольского и Владикавказского Феофана, православное сестричество Свято-Успенского скита города Алагир республики Северная Осетия-Алания было преобразовано в Богоявленский Аланский женский монастырь.
По ходатайству владыки Феофана правительством РСО-Алания и Республиканским комитетом профсоюзов монастырю были переданы 15 гектаров земли и полуразрушенные помещения бывшего пионерлагеря «Восход» (до 1961 года на этой территории располагалась тюрьма строгого режима).
29 декабря 2004 года определением Священного синода Аланский Богоявленский женский монастырь был утвержден, а старшая сестра Богоявленского Аланского монастыря — монахиня Нонна (Багаева) назначена настоятельницей, с возложением наперсного креста по должности.
С момента получения указа на монастырь началось строительство обители: храм, жилые корпуса, хозяйственные постройки, трапезная и паломнический дом. С 2005 года началось строительство реабилитационного центра для детей, пострадавших в Бесланском теракте. Центр начал свою работу с ноября 2007 года. За десять лет принял более семи тысяч детей и их родителей. Помощь в Центре осуществляется на безвозмездной основе.
Монастырский храм был освящён в 2006 году в честь преподобномучениц великой княгини Елизаветы Феодоровны и инокини Варвары. В обители функционирует надвратный храм Архангелов Михаила и Гавриила. Строится Богоявленский собор.
Во время августовской войны 2008 года, когда грузинские войска напали на Южную Осетию, обитель принимала беженцев и оказывала помощь нуждающимся, так как монастырь находится на Транскаме — дороге, соединяющей Северную и Южную Осетию.
В 25 сентября 2005 года на одном из крупных монастырских озёр было совершенно массовое крещение осетин епископом Ставропольским и Владикавказским Феофаном, которому помогали около 30 священников, было крещено свыше 1000 человек.
В общей сложности в озере было крещено свыше 7000 человек.
В 2011 году настоятельница монастыря монахиня Нонна была возведена в сан игумении с вручением игуменского жезла. Возведение совершил архиепископ Владикавказский и Махачкалинский Зосима.
Сегодня в монастыре постоянно проживают 23 монахини. Духовником обители является насельник Аланского Свято-Успенского мужского монастыря иеромонах Савватий (Томаев).

## Сооружения монастыря
Храмы и часовни:

- Богоявленский собор

Памятник архимандриту Ипполиту

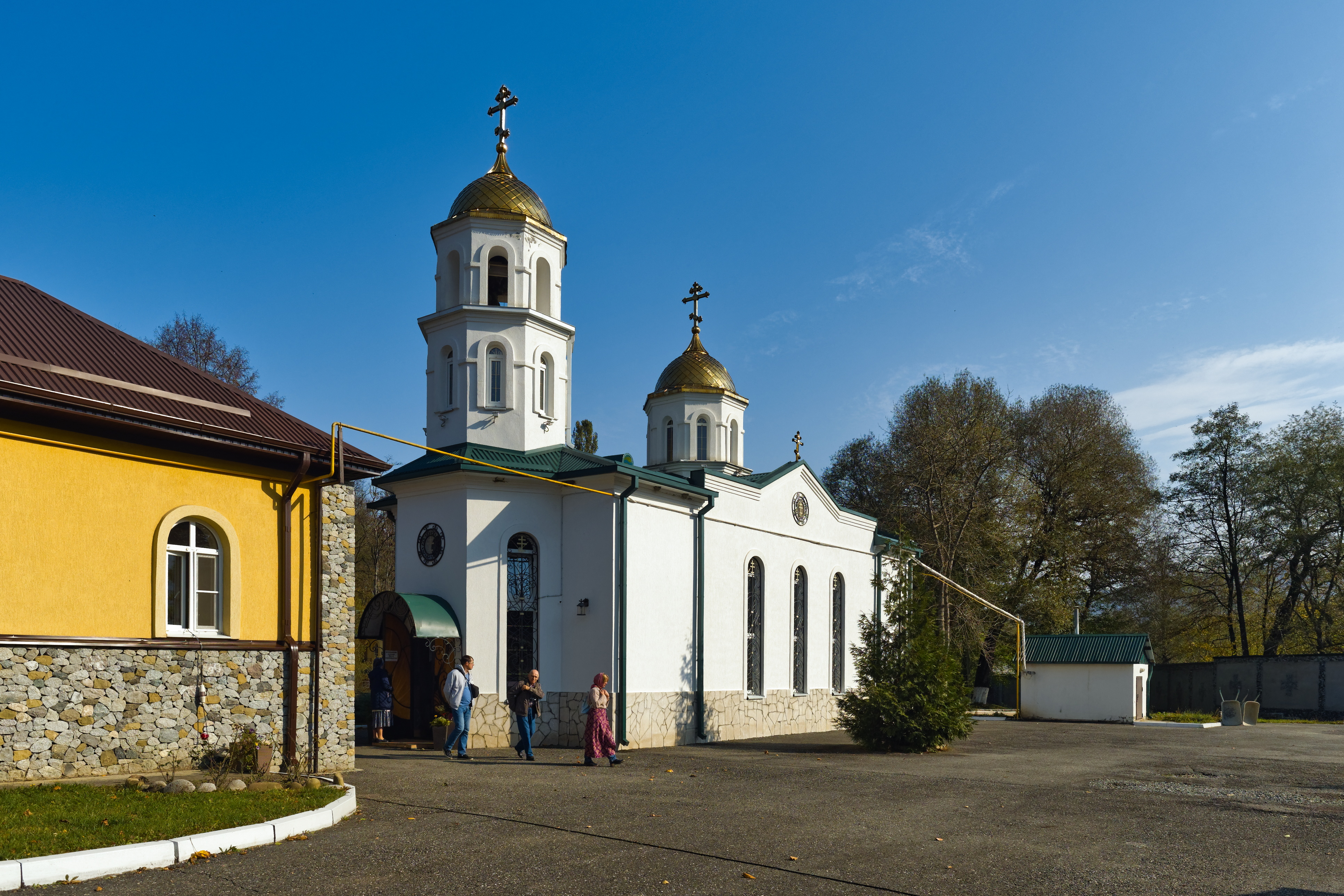
Церковь прпмч. Елисаветы и Варвары

- Церковь Святых Преподобномучениц великой княгини Елисаветы Феодоровны и инокини Варвары
- Церковь Архангелов Михаила и Гавриила (надвратная)
- Часовня Святого Уара

Остальные объекты:

- Сестринский корпус с кельями
- Трапезная
- Паломнический дом
- Елизаветинский детский реабилитационный центр
- Памятник архимандриту Ипполиту (Халину), по инициативе которого был создан монастырь. Скульптор — академик В. Б. Соскиев. Монумент установлен 18 июля 2018 года.
- Источник Святителя Николая Чудотворца

## Подворья и скиты монастыря

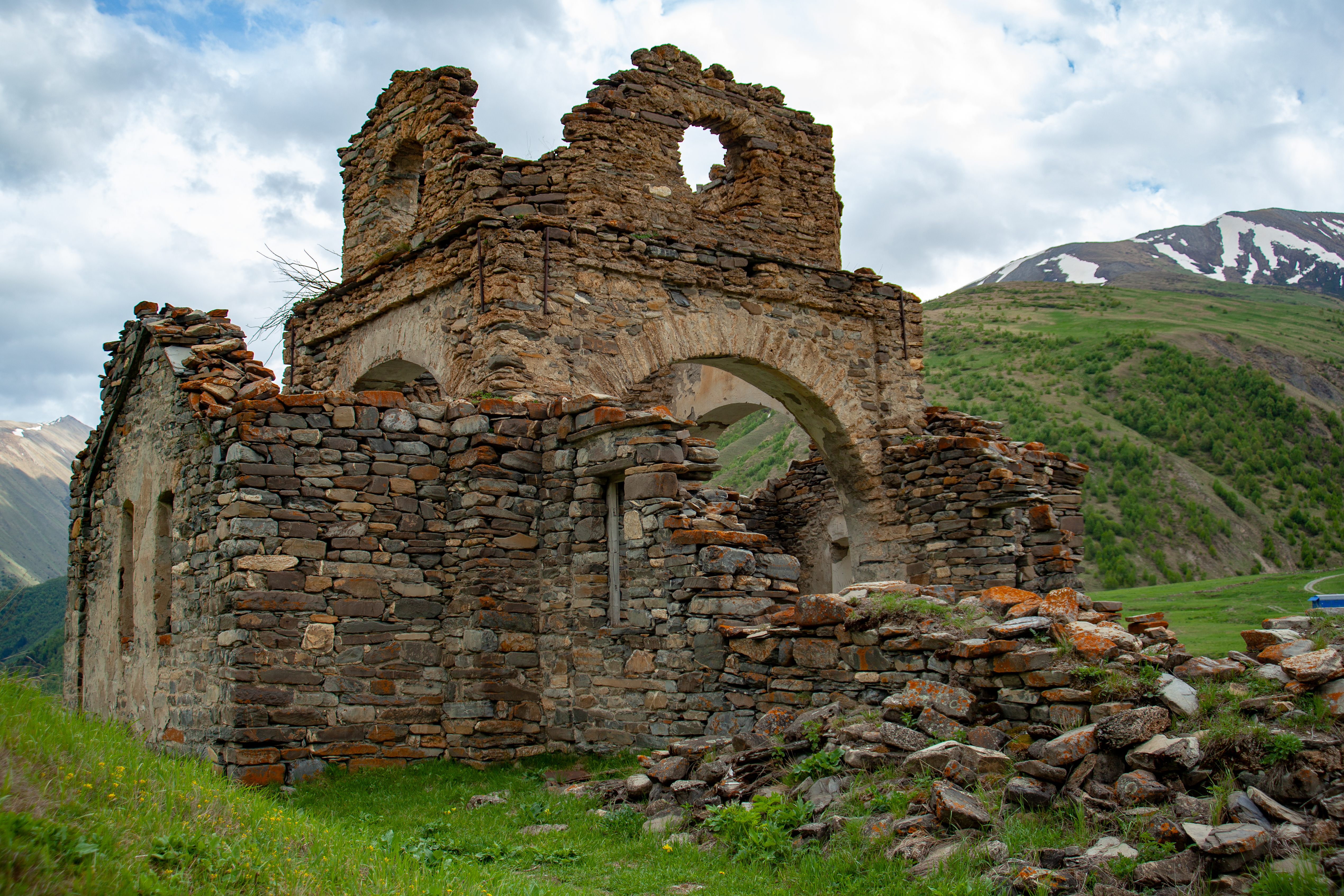
Успенская церковь в селе Лисри, являющаяся скитом монастыря

- Скит в г. Алагире. В нём проживают три сестры.
- Успенский скит в с. Лисри (Церковь Успения Пресвятой Богородицы). В данный момент находится на стадии восстановления.
- Покровское подворье в городе Владикавказ.. Разрушенная церковь бывшего Покровского женского монастыря. Закрыт в 1923 году. (восстанавливается).